# Maria Matveïevna Stepanova
« Mariya Stepanova » redirige ici. Pour les autres significations, voir Stepanov.
Maria Matveïevna Stepanova, née en 1815 et morte en 1903, est une chanteuse soprano russe.

## Biographie
Engagée au Théâtre Bolchoï à Saint-Pétersbourg entre 1834 et 1846, elle a joué le rôle de Antonida dans Une vie pour le tsar (1836) et Ludmila dans Rouslan et Ludmila (1842). Elle a également chanté au Théâtre Bolchoï de Moscou (1846 à 1855), de retour à Saint-Pétersbourg en 1850 (quand elle a été entendue comme Antonida par les dix ans Tchaïkovski) et en 1852, quand elle a interprété Ksenia dans le premier opéra de Rubinstein Dmitri Donskoï.